# Sham (estrella)
Sham o Alsahm es el nombre tradicional de la estrella α Sagittae (α Sge / 5 Sagittae) de magnitud aparente +4,37. A pesar de tener la denominación de Bayer «Alfa», es solo la tercera más brillante de la constelación de Sagitta, la flecha. Su nombre es de origen árabe y significa «flecha», y antes fue utilizado para designar a toda la constelación. Curiosamente, las otras dos estrellas más brillantes de Sagitta, γ Sagittae y δ Sagittae, no tienen nombre propio.
Sham es una estrella de temperatura similar al Sol —5400 K— si bien, al ser una gigante luminosa de tipo espectral G1II, su radio es unas 20 veces más grande que el radio solar. Consecuentemente, brilla con una luminosidad equivalente a 340 soles. Su estado evolutivo es incierto, estando situada en una región del diagrama de Hertzsprung-Russell, conocida como «la Laguna de Hertzsprung», en donde se encuentran muy pocas estrellas.
Su composición química difiere de la del Sol, mostrando un elevado contenido de nitrógeno, lo que implica que las capas superficiales han sido contaminadas por subproductos procedentes de la fusión nuclear de helio.
En cambio, su abundancia relativa de hierro es muy parecida a la solar ([Fe/H] = +0,01)).
Asimismo, aun teniendo las características propias de una estrella variable cefeida, no se comporta como tal.
Tiene una masa aproximadamente 4 veces mayor que la masa solar y su edad se estima en 150 millones de años.
Se encuentra a 475 años luz del sistema solar.